# 在バルセロナ日本国総領事館
在バルセロナ日本国総領事館（カタルーニャ語: Consolat General de Japó a Barcelona、スペイン語: Consulado General del Japón en Barcelona / Consulado General de Japón en Barcelona、英語: Consulate-General of Japan in Barcelona）は、スペイン王国・カタルーニャ州バルセロナに設置されている日本の総領事館である。2024年2月より、四方明子が総領事を務めている。
スペインの祝日に加えて、カタルーニャ州の祝日であるメルセ祭りやサン・エステバンの日（聖ステファノの日）も休館日となっている。

## 沿革
- 1952年、サンフランシスコ平和条約の発効により日本国が独立、スペインは同条約の締結国ではないが[3]、第二次世界大戦により途絶えていた日本とスペインの国交が再開される[4]
- 1975年、フランシスコ・フランコ総統が逝去し、その2日後にフアン・カルロスが国王に即位して王政復古が成る[5]、日本国は新政権を承認してスペインとの国交を継承する
- 1987年、在バルセロナ日本国総領事館が開設される[6]

## 所在地
| 日本語                     | 〒08017 バルセロナ市ディアゴナル通り640、2階D     |
| カタルーニャ語 &スペイン語 | Avda. Diagonal, 640, 2ª planta D, 08017 Barcelona |

## 管轄地域
カタルーニャ州、バレアレス州及びバレンシア州を管轄。